# JFA全日本U-12足球锦标赛
JFA 全日本12岁以下足球锦标赛（日语：JFA 全日本U-12サッカー選手権大会）是以第4类注册类别球员（12岁以下或适龄在读小学生）为对象的日本足球赛会制赛事。本赛事由日本足球协会、读卖新闻社、日本体育协会（日本体育少年团）共同主办。

## 概要

### 赛场
- 1977年 - 2000年：读卖乐园（东京都稻城市）
- 2001年 - 2004年：味之素体育场（东京都调布市），读卖乐园
- 2005年 - 2010年：国立西丘足球場（日语：国立西が丘サッカー場）（东京都北区），日本足球村（日语：Jヴィレッジ）（福岛县双叶郡）
- 2011年 - 2014年：爱鹰広域公园多目的竞技场（日语：愛鷹広域公園多目的競技場）（静冈县沼津市），時之栖体育中心（日语：御殿場高原時之栖#時之栖スポーツセンター）裾野运动场（静冈县裾野市）
- 2015年 - ：鹿儿岛县立鸭池陆上竞技场（日语：鹿児島県立鴨池陸上競技場）（鹿儿岛县鹿儿岛市），鹿儿岛交流运动场（日语：鹿児島ふれあいスポーツランド）

## 赛事表彰
除了获胜队伍外，比赛还将评选出整个比赛的最佳队伍。 除了以下奖项外，还有特别奖、梦想赛奖、最佳射手奖。
- 冠军
颁发总理杯、表彰证书、文部科学大臣奖、协会表彰证书、读卖新闻胜利旗帜、阿根廷共和国杯。
- 季军・第三名
由协会颁发证书和奖杯。
- 公平竞赛奖
该奖项授予在比赛中晋级的球队，是一支有实力的球队，在比赛中发挥自然公平，实际罚球次数少，是其他球队的榜样。
- 战斗精神奖
该奖项授予那些晋级的球队，在比赛中展现了自己的全部实力，具有良好的技战术含量，以及优秀的斗志和对足球的态度。
- 努力奖
这个奖项是颁发给在本次比赛中，全程表现出拼搏和奉献精神的队伍，他们的成绩在比赛中是有目共睹的。
- 良好礼仪奖
该奖项是为了表彰一支优秀的球队，他们以少年足球特有的清新、积极的态度和严谨的战斗作风和态度，努力走在比赛和生活的前面。

## 历年赛果
| 届 | 年度   | 冠军                                       | 比分           | 亚军                           | 季军                                                   | 第四名                     |
| -- | ------ | ------------------------------------------ | -------------- | ------------------------------ | ------------------------------------------------------ | -------------------------- |
| 1  | 1977年 | 与野下落合SSS★（埼玉县） 清水FC（静冈县）  | 4-4            |                                | 粟野★（栃木县）                                        | 日诘★（岩手县）            |
| 2  | 1978年 | 清水FC（静冈县）                           | 3-2            | 町田FC（东京都）               | 广岛FC（广岛县）                                       | 山口SC（山口县）           |
| 3  | 1979年 | FC甲府十一人（山梨县）                     | 2-0            | 清水FC（静冈县）               | 山口SC（山口县）                                       | 五户铃悬★（青森县）        |
| 4  | 1980年 | 船桥FC（千叶县） 四日市SS★（三重县）       | 4-4            |                                | FC浦和（埼玉县）                                       | 足利相生FC（栃木县）       |
| 5  | 1981年 | FC町田（东京都）                           | 3-2            | 古河SSS★（茨城县）             | FC浦和（埼玉县） 清水FC（静冈县）                      |                            |
| 6  | 1982年 | 清水FC（静冈县）                           | 3-2            | FC町田（东京都）               | FC浦和（埼玉县）                                       | 富士见丘★（东京都）        |
| 7  | 1983年 | 清水FC（静冈县）                           | 4-1            | 山口SC（山口县）               | 高槻松原SC（大阪府）                                   | 若松★（福冈县）            |
| 8  | 1984年 | 太田南小SSS★（群马县）                     | 1-0            | 多比良SSS（长崎县）            | 町田SSS★（东京都）                                     | 市川FC（千叶县）           |
| 9  | 1985年 | 清水FC（静冈县） FC浦和（埼玉县）          | 1-1            |                                | 高槻松原SC（大阪府）                                   | 厚木进球掠夺者（神奈川县） |
| 10 | 1986年 | 清水FC（静冈县） FC邑乐（群马县）          | 4-4            |                                | 船桥FC（千叶县）                                       | 日立SSS（茨城县）          |
| 11 | 1987年 | 清水FC（静冈县）                           | 3-0            | 藤枝FC（静冈县）               | 日立SSS（茨城县）                                      | FC东松山（埼玉县）         |
| 12 | 1988年 | 读卖SC（东京都）                           | 1-0            | 清水FC（静冈县）               | 厚木进球掠夺者（神奈川县）                             | 日立（茨城县）             |
| 13 | 1989年 | FC浦和（埼玉县）                           | 2-1 （再延长） | FC中津（大分县）               | 千叶北FC（千叶县）                                     | 松山SS（爱媛县）           |
| 14 | 1990年 | 城阳SCS（京都府）                          | 3-1            | 高槻FC（大阪府）               | 三吉（山梨县）                                         | 大安寺西（奈良县）         |
| 15 | 1991年 | 下都贺朱利安（栃木县）                     | 1-0 （延长）   | 高阳FC（广岛县）               | FC浦和（埼玉县）                                       | 蒲町（宫城县）             |
| 16 | 1992年 | 清水FC（静冈县）                           | 6-1            | 下都贺朱利安（栃木县）         | 市川FC（千叶县） 国见少年SC（长崎县）                  |                            |
| 17 | 1993年 | 浜松JFC（静冈县）                          | 1-0            | 清水FC（静冈县）               | FC邑乐（群马县）                                       | 四日市SS（三重县）         |
| 18 | 1994年 | 刈谷第一FC（爱知县）                       | 2-1            | 宇都宫少年FC（栃木县）         | 清水FC（静冈县）                                       | 光明台（大阪府）           |
| 19 | 1995年 | 柏太阳神青年队（千叶县）                   | 2-1 （延长）   | 爱知FC（爱知县）               | FC大宫（埼玉县）                                       | 府六SC（东京都）           |
| 20 | 1996年 | 新座片山FC（埼玉县）                       | 1-0            | 境川FC（大分县）               | 柏太阳神青年队（千叶县）                               | FC邑乐（群马县）           |
| 21 | 1997年 | 柏太阳神青年队（千叶县）                   | 1-0            | FC邑乐（群马县）               | 浜松JFC（静冈县） M・C・U（奈良县）                    | -                          |
| 22 | 1998年 | 浜松JFC（静冈县） 小仓南FC少年队（福冈县） | 0-0            |                                | 明治北SSC（大分县） FC邑乐（群马县）                   | -                          |
| 23 | 1999年 | 绿茵少年队（东京都）                       | 3-0            | 柏太阳神青年队（千叶县）       | 札幌FC（北海道） 清水FC（静冈县）                      | -                          |
| 24 | 2000年 | 浜松JFC（静冈县）                          | 2-0            | 札幌FC（北海道）               | 江南南SS（埼玉县） 爱知FC（爱知县）                    | -                          |
| 25 | 2001年 | 静冈FC（静冈县）                           | 2-0            | 柏太阳神青年队（千叶县）       | 明治北SSC（大分县） 绿茵少年队（东京都）               | -                          |
| 26 | 2002年 | FC浦和（埼玉县）                           | 2-0            | FC中津1981（大分县）           | JFC斗士（栃木县） 柏太阳神青年队（千叶县）             | -                          |
| 27 | 2003年 | 江南南SS（埼玉县）                         | 2-1 （再延长） | 富山北FC少年队（富山县）       | 爱知FC（爱知县） 帯广FC（北海道）                      | -                          |
| 28 | 2004年 | 横滨水手初级（神奈川县）                   | 2-1            | 柏太阳神青年队U-12（千叶县）   | 绿茵少年队（东京都） 爱知FC（爱知县）                  | -                          |
| 29 | 2005年 | 横滨水手初级（神奈川县）                   | 2-0            | JFC斗士（栃木县）              | 绿茵少年队（东京都） 清水FC（静冈县）                  | -                          |
| 30 | 2006年 | 横滨水手初级（神奈川县）                   | 1-0            | FC浦和（埼玉县）               | 绿茵少年队（东京都） 横滨水手初级追滨（神奈川县）      | -                          |
| 31 | 2007年 | 东京绿茵1969少年队（东京都）               | 2-0 （延长）   | 鹿岛鹿角少年队（茨城县）       | 熊本联SC（熊本县） 横滨水手初级追滨（神奈川县）        | -                          |
| 32 | 2008年 | FC浦和（埼玉县）                           | 2-1            | 名古屋鲸鱼U-12（爱知县）       | 柏太阳神U-12（千叶县） 水原足球少年团（新潟县）        | -                          |
| 33 | 2009年 | 名古屋鲸鱼U-12（爱知县）                   | 2-0            | 新座片山FC（埼玉县）           | 川崎前锋U-12（神奈川） 横河武藏野FC少年队（东京都）    | -                          |
| 34 | 2010年 | 巴迪SC（神奈川县）                         | 2-0            | 高田红魔FCU-12（奈良县）       | EXPO90FC Jr（大阪府） 柏太阳神U-12（千叶县）           | -                          |
| 35 | 2011年 | 柏太阳神U-12（千叶县）                     | 5-2 （延长）   | 名古屋鲸鱼U-12（爱知县）       | 高田红魔FC U-12（奈良县） 大宫松鼠U-12（埼玉县）       | -                          |
| 36 | 2012年 | 新座片山FC（埼玉县）                       | 3-0            | 柏太阳神U-12（千叶县）         | 巴迪SC（神奈川县） 名古屋鲸鱼U-12（爱知县）            | -                          |
| 37 | 2013年 | 鹿岛鹿角少年队（茨城县）                   | 2-0            | 名古屋鲸鱼U-12（爱知县）       | 熊本微笑U-12（熊本县） 大山田足球体育少年团（三重县）  | -                          |
| 38 | 2014年 | 大阪樱花U-12（大阪府）                     | 1-1 （PK2-1）  | 柏太阳神U-12（千叶县）         | 横河武藏野FC少年队（东京都） 组织核心FC（埼玉县）      | -                          |
| 39 | 2015年 | 组织核心FC（埼玉县）                       | 2-0            | 鹿岛鹿角少年队（茨城县）       | 兵库FC（兵库县） 符津SS（石川县）                      | -                          |
| 40 | 2016年 | 神户森亚诺（兵库县）                       | 2-1            | 横滨水手初级（神奈川县）       | 府中新町FC（东京都） 高田红魔FC（奈良县）              | -                          |
| 41 | 2017年 | 大阪樱花U-12（大阪府）                     | 2-1            | 北海道札幌冈萨多U-12（北海道） | 广岛三箭少年队（广岛县） 大宫松鼠少年队（埼玉县）      | -                          |
| 42 | 2018年 | 川崎前锋U-12（神奈川县）                   | 2-2 （PK4-3）  | 大阪市青年FC（大阪府2）        | 熊本微笑（熊本县） 福冈黄蜂U-12（福冈县）              | -                          |
| 43 | 2019年 | 巴迪SC（神奈川县2）                        | 3-1            | 柏太阳神U-12（千叶县）         | 神户森亚诺（兵库县） 仙台维加泰U-12（宫城县）          | -                          |
| 44 | 2020年 | 町田三轮FC（东京都）                       | 1-1 （PK3-1）  | 市原千叶JEF联U-12（千叶县）    | 大阪钢巴门真少年队（大阪府） 横滨水手初级（神奈川县2） | -                          |

备注：如未特殊说明，表格中各俱乐部球队指的均为该俱乐部所属的少年队或U12球队。标注★的为小学所属足球社团。